# Сен-Прива-ла-Монтань
Сен-Прива-ла-Монтань (фр. Saint-Privat-la-Montagne) — коммуна на северо-востоке Франции, регион Гранд-Эст (бывший Эльзас — Шампань — Арденны — Лотарингия), департамент Мозель. Входит в кантон Маранж-Сильванж.

## Географическое положение
Сен-Прива-ла-Монтань расположен в 280 км к востоку от Парижа и в 13 км к северо-западу от Меца.

## История
- Входил в бывшее герцогство Бар, прево де Брие.
- В 1790 году вошёл вместе с герцогством в состав Франции.
- В ходе франко-прусской войны 18 августа 1870 года произошла битва при Сен-Прива — Гравелот, одна из кровопролитнейших битв войны.

## Демография
По переписи 2011 года в коммуне проживало 1 733 человека.

## Достопримечательности
- Монументы франко-прусской войны: монумент льва, башня германского императора Вильгельма II, памятник германской императрицы Августы.
- Церковь Сен-Жорж XV века.

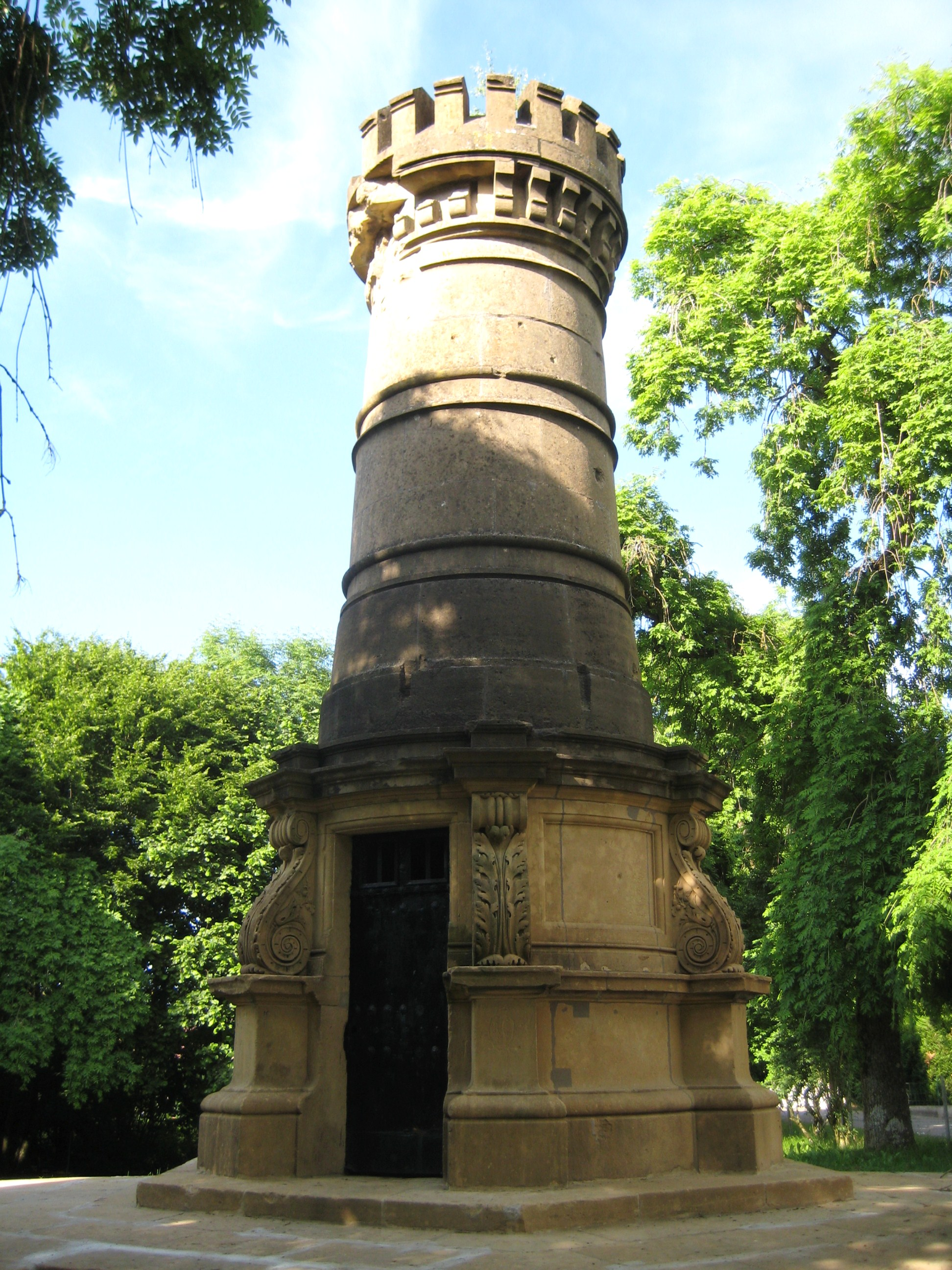
Башня Вильгельма II.
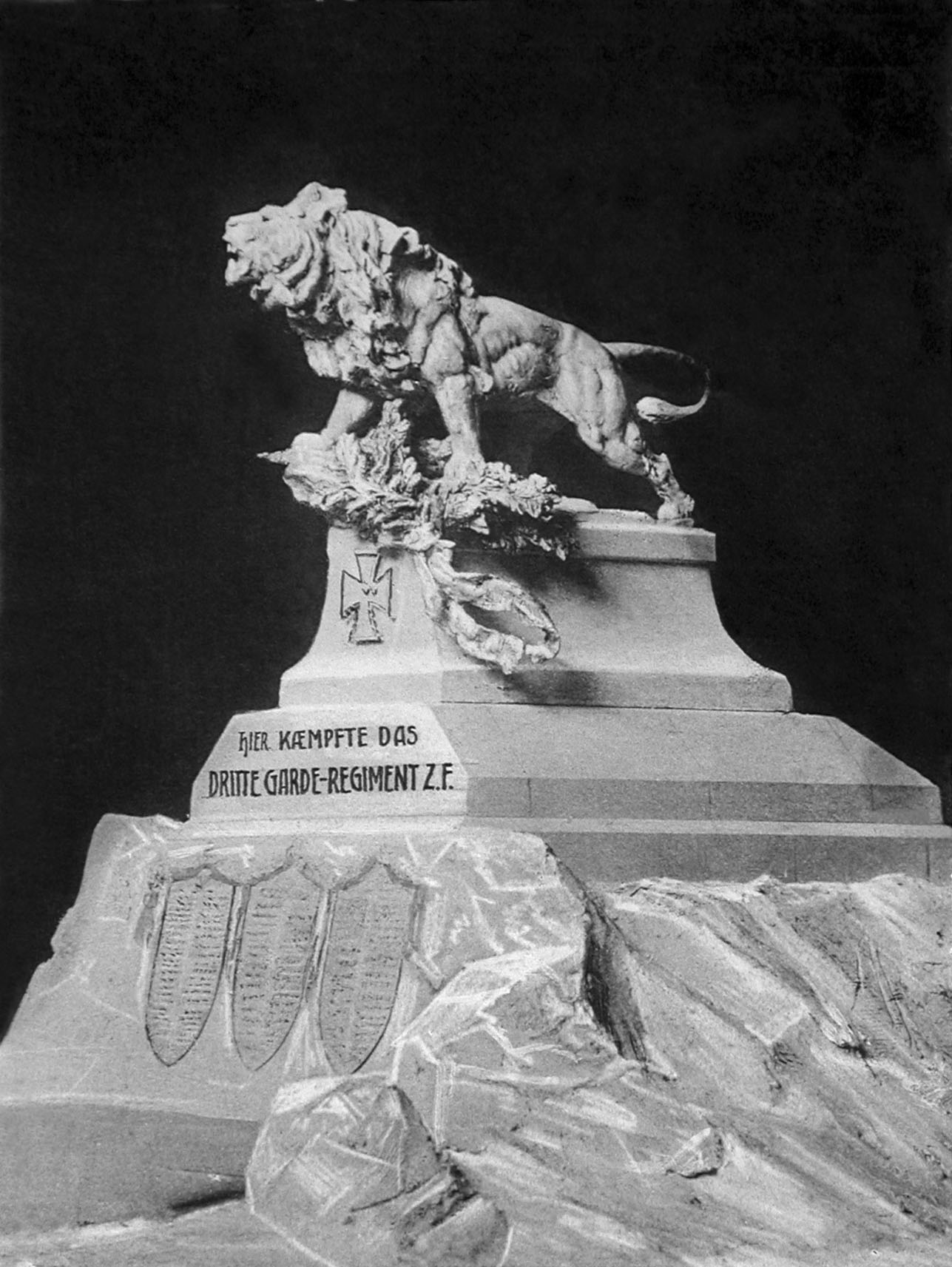
Монумент 1870 года «Лев, пожирающий Францию» (1918).
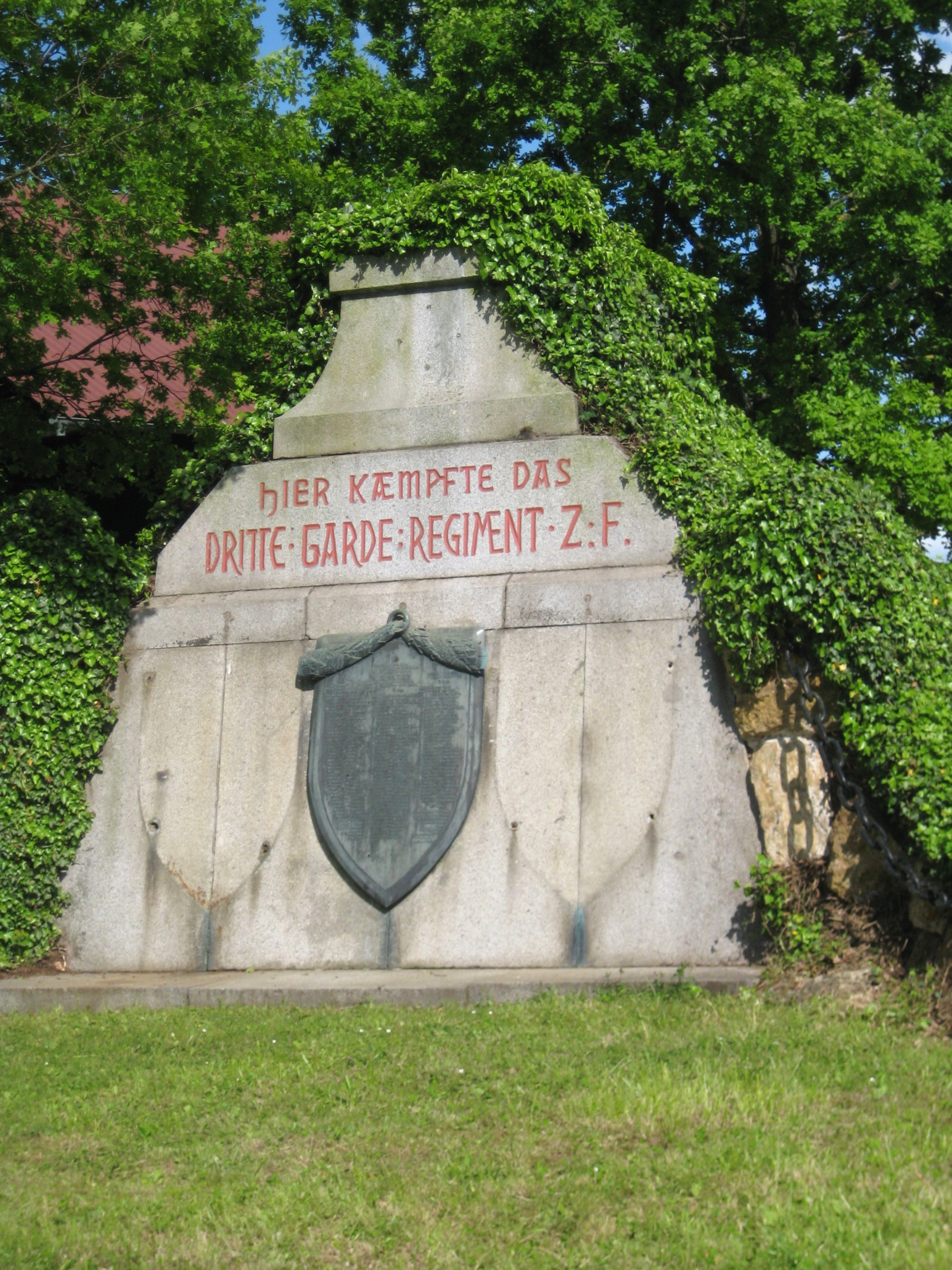
Монумент «Лев» (2009).